# ERF Plus
ERF Plus (jusqu'au 31 août 2011 : ERF Radio) est une radio chrétienne évangélique, membre de ERF Medien (anciennement Evangeliums-Rundfunk).

## Histoire
En 1961, les premières émissions sont diffusées sur Trans World Radio (TWR) à Monte-Carlo, Monaco. À cette époque, ERF se considère comme une branche allemande de TWR. En outre, il y a d'autres programmes pour les immigrants germanophones en Afrique du Sud et au Swaziland, des émetteurs aux Antilles néerlandaises et depuis 1966 des émissions à ondes moyennes (d'abord de Monte Carlo, plus tard aussi des émetteurs en Russie).
Le 1er avril 1996, la Evangeliums-Rundfunk utilise aussi un émetteur à ondes moyennes sur la fréquence 1 539 kHz de l'émetteur de Mainflingen. Avec la participation au projet pilote de câble en Rhénanie-Palatinat, qui marque le début de la radio privée en Allemagne, les radiodiffuseurs privés diffusent leurs premières émissions. En 1994, l'émetteur est mis à jour avec un programme de 24 heures avec le premier transpondeur analogique via le satellite Astra. Un an plus tard, un deuxième émetteur est loué et un deuxième programme, ERF 2, est lancé. Il est principalement axé sur le courant principal du programme de musique pop chrétienne d'ERF, tandis que le programme principal, ERF 1, reste un programme radio classique avec des émissions thématiques et de la musique d'église, chorale et classique dans la partie musicale. En 2003, les deux programmes sont réunis à nouveau, le concept de musique pop est supprimé sans remplacement. En 2004, le programme pour les jeunes Cross Channel est lancé en tant que projet jumeau d'ERF Radio. Avec lui le précédent programme jeunesse e.r.f. Junge Welle (précédemment diffusé sur ERF 2 ou ERF Radio) est étendu à la radio Internet CrossChannel.de destinée aux jeunes, qui est fermée à la fin du mois de janvier 2014.
Les programmes sur les ondes courtes de Trans World Radio Monte Carlo sont interrompus en octobre 2007. En 2011, les émissions en ondes moyennes sont progressivement réduites pour des raisons de coûts, puis complètement abandonnées. Au lieu de cela, le programme principal radio ERF est diffusé dans l'ensemble du DAB allemand (dans le codage DAB +). Depuis le 1er septembre 2011, la station s'appelle ERF Plus.
Depuis fin 2012, ERF Plus est également disponible en Suisse dans le deuxième multiplex DAB de Swiss Media Cast (DAB+) en Suisse alémanique.

### Source de la traduction
- (de) Cet article est partiellement ou en totalité issu de l’article de Wikipédia en allemand intitulé « ERF Plus » (voir la liste des auteurs).